# Каннський кінофестиваль 1979
32-й Каннський міжнародний кінофестиваль відбувся з 10 по 24 травня у Каннах, Франція. Золоту пальмову гілку отримав фільм Апокаліпсис сьогодні режисера Френсіса Форда Копполи та Бляшаний барабан Фолькера Шльондорфа.
У конкурсі було представлено 21 повнометражний фільм та 11 короткометражок. У програмі Особливий погляд брало участь 12 кінострічок; у позаконкурсній програмі — 8. Фестиваль відкрито показом стрічки Волосся режисера Мілоша Формана. Фільмом закриття фестивалю було обрано За нас двох Клода Лелуша.

## Журі
- Голова: Франсуаза Саган, письменниця, драматург,  Франція
- Серджо Амідеї, сценарист,  Італія
- Рудольф-Моріс Арло, журналіст,  Швейцарія
- Луїс Гарсія Берланга, режисер, сценарист,  Іспанія
- Моріс Бессі, журналіст,  Франція
- Поль Клодон, кінопродюсер, актор,  Франція
- Жуль Дассен, режисер,  США
- Жолт Кезді-Ковач, режисер, сценарист,  Угорщина
- Роберт Рождественський, поет,  СРСР
- Сюзанна Йорк, акторка,  Велика Британія

## Фільми-учасники конкурсної програми
★Переможців виділено окремим кольором.
Повнометражні фільми
| Фільм                       | Назва мовою оригіналу              | Режисер              | Країна                        |
| --------------------------- | ---------------------------------- | -------------------- | ----------------------------- |
| ★ Апокаліпсис сьогодні      | Apocalypse Now                     | Френсіс Форд Коппола | США                           |
| Без наркозу                 | Bez znieczulenia                   | Анджей Вайда         | Польща                        |
| ★ Бляшаний барабан          | Die Blechtrommel                   | Фолькер Шльондорф    | ФРН/ Франція/ СФРЮ/ Польща    |
| Вікторія                    | Victoria                           | Бу Відерберг         | ФРН/ Швеція                   |
| Войцек                      | Woyzeck                            | Вернер Герцог        | ФРН                           |
| Дивне дівчисько             | La drôlesse                        | Жак Дуайон           | Франція                       |
| Дні жнив                    | Days of Heaven                     | Терренс Малік        | США                           |
| Дорогий тато                | Caro papà                          | Діно Різі            | Франція/ Італія/ Канада       |
| Європейці                   | The Europeans                      | Джеймс Айворі        | Велика Британія               |
| Жінка між собакою і вовком  | Een vrouw tussen hond en wolf      | Андре Дельво         | Бельгія/ Франція              |
| Засуджені на самотність     | Los sobrevivientes                 | Томас Гутьєррес Алеа | Куба                          |
| Китайський синдром          | The China Syndrome                 | Джеймс Браджес       | США                           |
| Моя блискуча кар'єра        | My Brilliant Career                | Джилліан Армстронг   | Австралія                     |
| Норма Рей                   | Norma Rae                          | Мартін Рітт          | США                           |
| Окупація в 26 картинках     | Okupacija u 26 slika               | Лордан Зафранович    | СФРЮ                          |
| Пробка — неймовірна історія | L'ingorgo — Una storia impossibile | Луїджі Коменчіні     | Італія/ Франція/ ФРН/ Іспанія |
| Сестри Бронте               | Les Soeurs Brontë                  | Андре Тешіне         | Франція                       |
| Сибіріада                   | Сибириада                          | Андрій Кончаловський | СРСР                          |
| Спадщина                    | Arven                              | Аня Брейєн           | Норвегія                      |
| Угорська рапсодія           | Magyar rapszódia                   | Міклош Янчо          | Угорщина                      |
| Чорна серія                 | Série noire                        | Ален Корно           | Франція                       |

Короткометражні фільми
| Фільм               | Назва мовою оригіналу         | Режисер                           | Країна                       |
| ------------------- | ----------------------------- | --------------------------------- | ---------------------------- |
| Бум                 | Bum                           | Бретіслав Пойяр                   | Канада/ Чехословаччина/ СРСР |
| ★ Гарпія            | Harpya                        | Рауль Серве                       | Бельгія                      |
| Дама з Монте-Карло  | La Dame de Monte Carlo        | Домінік Делуш                     | Франція                      |
| Дві жінки в опері   | Zwei Frauen in der Oper       | Крістіан Вейт-Аттендорф           | ФРН                          |
| Поле                | Põld                          | Рейн Раамат                       | СРСР                         |
| Поліцейський вальс  | The Waltzing Policemen        | Керрі Фелтем                      | США                          |
| Рука допомоги       | Helping Hand                  | Джон П. Тейлор, Златко Павлінович | СФРЮ/ Швейцарія              |
| Свято дурнів        | La Festa dels bojos           | Льюїс Расінеро Грау               | Франція                      |
| Синя борода         | Barbe bleue                   | Олів'є Гільон                     | Франція                      |
| Стіна               | Le Mur                        | Жан Дженьюері Янчак               | Польща                       |
| Трохи сумна історія | Petite histoire un peu triste | Дідьє Пурсель                     | Франція                      |

## Особливий погляд
| Фільм                        | Назва мовою оригіналу         | Режисер                       | Країна                                |
| ---------------------------- | ----------------------------- | ----------------------------- | ------------------------------------- |
| Весна в лютому               | Printemps en Février          | Шей Тілі                      | КНР                                   |
| Дідусь розповідає            | Fad'jal                       | Сейфі Фей                     | Сенегал                               |
| Дорогий сусід                | A kedves szomszéd             | Жолт Кезді-Ковач              | Угорщина                              |
| Дух вітру                    | Spirit of the Wind            | Ральф Ліддл                   | США                                   |
| З мороку до опору            | Dalla nube alla resistenza    | Жан-Марія Штрауб, Даніель Юйє | Італія/ ФРН/ Велика Британія/ Франція |
| Компаніс: процес в Каталонії | Companys, procés a Catalunya  | Хосеп Марія Форн              | Іспанія                               |
| Маленькі втікачі             | Les petites fugues            | Ів Єрсін                      | Швейцарія/ Франція                    |
| Моменти в житті жінки        | Moments de la vie d'une femme | Міхал Бат-Адам                | Франція/ Ізраїль                      |
| Палата № 6                   | Paviljon VI                   | Лучіан Пінтіліє               | СФРЮ                                  |
| Померти голосно              | Mourir à tue-tête             | Анн Клер Пуарьє               | Канада                                |
| Третє покоління              | Die dritte Generation         | Райнер Вернер Фассбіндер      | ФРН                                   |
| Ще одна зима                 | Encore un Hiver               | Франсуаза Саган               | Франція                               |

## Фільми позаконкурсної програми
| Фільм                     | Назва мовою оригіналу       | Режисер          | Країна          |
| ------------------------- | --------------------------- | ---------------- | --------------- |
| Волосся                   | Hair                        | Мілош Форман     | США             |
| За нас двох               | À nous deux                 | Клод Лелуш       | Франція/ Канада |
| Лувр                      | Le Musee du Louvre          | Тошіо Урута      | Японія          |
| Мудра кров                | Wise Blood                  | Джон Г'юстон     | США/ ФРН        |
| Мангеттен                 | Manhattan                   | Вуді Аллен       | США             |
| Репетиція оркестру        | Prova d'orchestra           | Федеріко Фелліні | Італія/ ФРН     |
| Христос зупинився в Еболі | Cristo si è fermato a Eboli | Франческо Розі   | Італія/ Франція |

## Нагороди
- Золота пальмова гілка:
  - Апокаліпсис сьогодні, режисер Френсіс Форд Коппола
  - Бляшаний барабан, режисер Фолькер Шльондорф
- Гран-прі: Сибіріада, режисер Андрій Кончаловський
- Приз за найкращу чоловічу роль: Джек Леммон — Китайський синдром
- Приз за найкращу жіночу роль: Саллі Філд — Норма Рей
- Найкращий актор другого плану: Стефано Мадіа — Дорогий тато
- Найкраща акторка другого плану: Єва Маттес — Войцек
- Приз за найкращу режисуру: Терренс Малік — Дні жнив
- Технічний гран-прі: Норма Рей
- Золота пальмова гілка за короткометражний фільм: Гарпія
- Приз журі за короткометражний фільм:
  - Бум, режисер Бретіслав Пойяр
  - Свято дурнів, режисер Льюїс Расінеро Грау
- Золота камера: Північне сяйво, режисер Джон Генсон і Роб Нілссон
- Приз молодіжного кіно: Дивна дівчинка, режисер Жак Дуайон
- Приз міжнародної федерації кінопреси (ФІПРЕССІ)
  - Приз ФІПРЕССІ в паралельних секціях:
    - Віра Ангі, режисер Пал Габор
    - Чорний Джек, режисер Кен Лоуч

  - Приз ФІПРЕССІ (конкурсна програма): Апокаліпсис сьогодні, режисер Френсіс Форд Коппола
- Приз екуменічного (християнського) журі: Без наркозу, режисер Анджей Вайда
- Приз екуменічного (християнського) журі — особлива згадка: Спадщина, режисер Аня Брайєн